# Josef Konečný (hudebník)

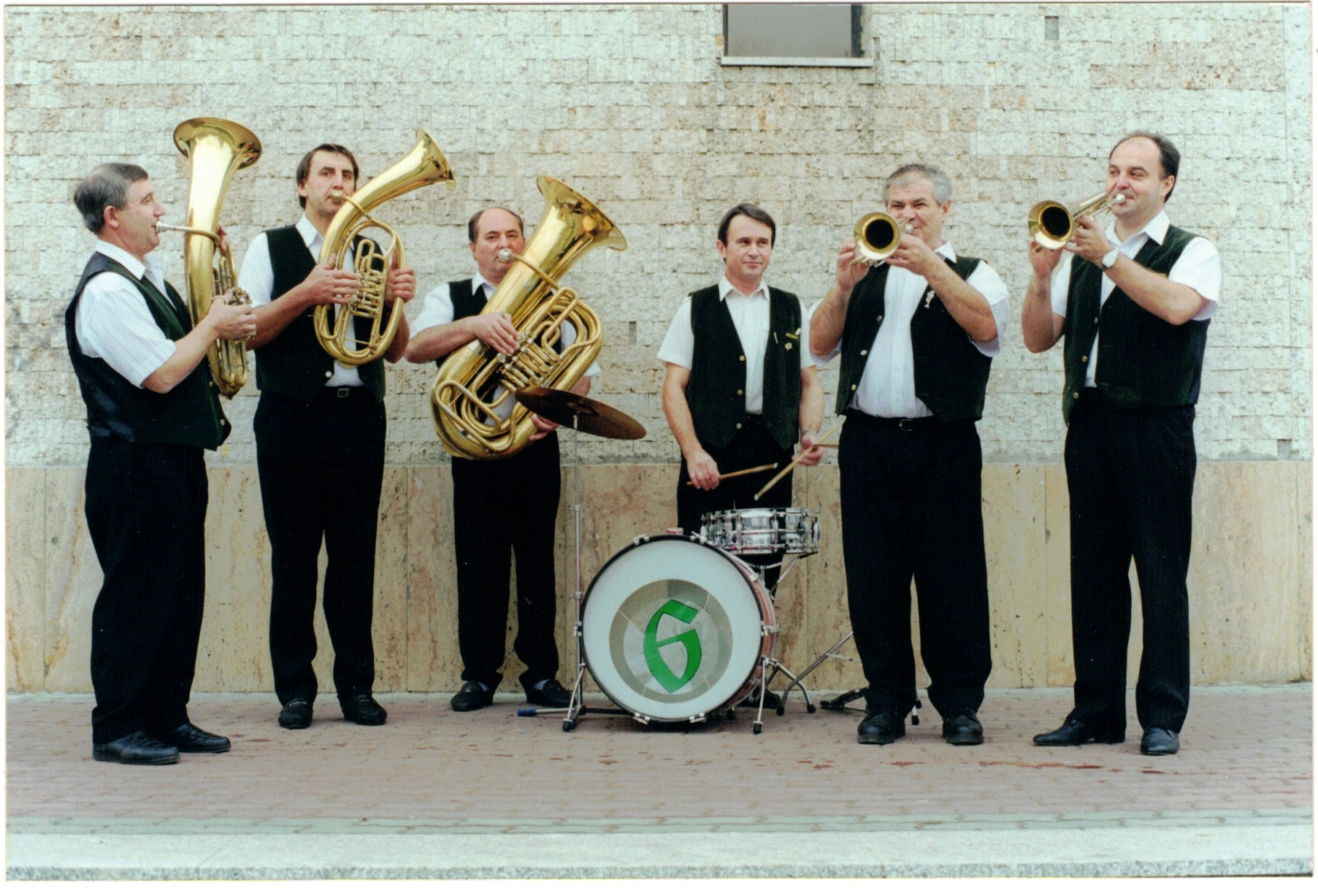
Kapela Šestka, Muzikantský ples Hodonín 2005

Josef Konečný (8. září 1946 Čejkovice – 8. září 2020 Hodonín) byl moravský hudebník, skladatel, textař a kapelník malé dechové kapely Šestky.

## Životopis
Pocházel z Čejkovic, kde vyrůstal, navštěvoval základní školu a též mládežnickou kapelu Bedřicha Škrobáka. Zde získal základní muzikantskou průpravu, počínaje hrou na housle a posléze též na dechové nástroje (baskřídlovka, baryton). Později hrával s mnoha různými kapelami Moravského Slovácka a od 70. let pak stabilně s kapelou Juráčkovci pana Františka Juráčka, která doprovázela hodové slavnosti takřka na celém Slovácku. Již jako mladý začal Josef Konečný také komponovat. Na odborné konzultace kompozice a harmonie dojížděl do Hustopečí u Brna k panu Antonínovi Šmardovi, který v tamější hudební škole působil jako ředitel.
Písně i orchestrální skladby pro dechové orchestry či komornější uskupení Josefa Konečného jsou charakteristické takřka výhradně durovou melodikou, jasným a optimistickým laděním, texty, jež psal, zaznívají poetikou Moravského Slovácka a vypovídají mnohdy i o jemném smyslu pro humor. Rád spolupracoval také s moravskými textaři, například se Stanislavem Pěnčíkem, Anastazií Janulíkovou, Rozálií Horákovou, Oto Lukáškem a dalšími.
Po roce 1990 vznikla také malá dechová hudba Šestka. Ke vzniku se váže, že jeden z Konečného hudebních kolegů potřeboval na svatbu svojí dcery malou kapelu asi o šesti muzikantech. Josef Konečný se rozhodl kolegovi vyhovět a Šestka pak už v obsazení 2 křídlovky, 2 baskřídlovky, tuba a bicí, zůstala. Během těch let, kdy kapela hrávala v Česku i v cizině (např. v Rakousku, Německu, Švýcarsku nebo Belgii) se obsazení souboru proměňovalo. Za všechny zmiňme Petra Křivánka, Jiřího Pimka, Josefa Esterku, Cyrila Veverku, Alexandra Kunerta, Josefa Kůřila, Jaroslava Opluštila a Zdenka Paseku. Hudební kolegové a přátelé v cizině (Bruno Schweizer, Rudi Pfeil, Hans Elmiger, Jean Beckers, Gerhard Eder) pak založili kapele fanklub a profil na sociálních sítích a dále se podíleli na její propagaci.

## Dílo
Komponovat začal Josef Konečný v sedmdesátých letech dvacátého století. Inspirací mu byl folklórní život moravského Podluží, jeho sváteční příležitosti i každodennost, bohatá krajina Slovácka a okolí Pálavy, lány polí a vinohrady. Často se ve svých písních vracel ke svým rodným Čejkovicím. Za svůj život napsal, zhudebnil či aranžoval téměř tři stovky písní (od roku 1974 v Ochranném svazu autorském pro práva k dílům hudebním). Během své třicetileté existence natočila kapela Šestka 9 CD. Písně pochází především z Konečného autorské dílny. Některé z nich převzaly do repertoáru dechové orchestry nejen v Čechách a na Moravě, ale i na Slovensku a v německy hovořících zemích Evropy. Mezi nejznámější hrané skladby patří:
- Anna polka
- April polka
- Až pojedu dědinů
- Břeclavské děvčata
- Čejkovická dědina
- Družstevní
- Josefovská
- Muzikantova milá
- Na vojnu
- Nechoď k nám
- Pálavské vršky
- Starý kamarád
- Stephanspolka
- Tenorka
- Večer se sklání
- Ve vinohradě
- Víc ti nepovím
- Na Lanžhotském poli
- Záhorí
- Z Tvrdonic